# آزمون اپلی
آزمون اَپلی (انگلیسی: Apley test) یا آزمون سایش اَپلی (انگلیسی: Apley grind test) معاینه‌ای تشخیصی برای ارزیابی افرادی است که دچار آسیب‌دیدگی منیسک زانو هستند. آزمون اَپلی دارای حساسیت گزارش‌شدهٔ ۹۷٪ و ویژگی ۸۷٪ است.
برای انجام این آزمون، بیمار به صورت دراز کشیده (رو به شکم) روی میز معاینه دراز می‌کشد و زانوی خود را تا زاویه نود درجه خم می‌کند. سپس معاینه کننده زانوی خود را در قسمت خلفی ران بیمار قرار می‌دهد. سپس استخوان درشت‌نی بر روی مفصل زانو فشرده می‌شود در حالی که به سمت بیرون چرخانده می‌شود. اگر این مانور باعث ایجاد درد شود، این یک «آزمون اَپلی مثبت» تلقی می‌شود و احتمال آسیب به منیسک وجود دارد. آزمون «چرخش به بیرون» برای ضایعات داخلی (منیسک در هنگام فشرده‌سازی و رباط‌ها هنگام انحراف درشت‌نی) و آزمون «چرخش به درون» برای ضایعات بیرونی (منیسک در هنگام فشرده‌سازی و رباط‌ها هنگام انحراف درشت‌نی) استفاده می‌شود. خم شدن زانو بیش از ۹۰ درجه سبب گیر افتادن شاخ خلفی، در ۹۰ درجه، موجب درگیری منیسک داخلی و هر در زاویه‌های نزدیک به اکستنشن زانو شاخ قدامی را مورد آزمایش قرار می‌دهد (خمیدگی زانو کمتر از ۹۰ درجه).
آزمون اَپلی نامش را از جراح ارتوپد بریتانیایی اَلن گراهام اَپلی می‌گیرد.